# 维拉普楚
维拉普楚（義大利語：Villaputzu），是意大利撒丁大区南撒丁省的一个市镇。总面积181.28平方公里，人口5090人，人口密度28.1人/平方公里（2009年）。ISTAT代码为092097。